# Йондон
Ёндо́н (кор. 영동군?, 永同郡?, Yeongdong-gun) — уезд в провинции Чхунчхон-Пукто, Южная Корея. Во время Корейской войны на территории уезда произошёл инцидент в Ногылли.

## История
В 1018 году, территория, на которой находится современный Йондон, входила в состав государства Корё. В тот эта земля была включена в юрисдикцию района Санджу. В 1172 году здесь возникло поселение Камму. В 1413 году, в эпоху династии Чосон здесь возникло поселение Хёнам. В 1895 году был образован уезд Йондон, разделённый на 12 мёнов. С тех пор административное деление Йондона несколько раз менялось, и сейчас уезд включает 1 ып и 10 мёнов.

## География
Йондон расположен на крайнем юге провинции Чхунчхон-Пукто в гористой местности. На юге и востоке граничит с провинцией Кёнсан-Пукто, на западе — с провинцией Чхунчхон-Намдо, на севере — с уездом Окчхон. Ландшафт образован отрогами горного хребта Собэксан. Высочайшие точки уезда — горы Хванаксан (1130 метров), Минджуджисан (1276 метров) и Какхосан (1176 метров). Среднегодовая температура составляет 11,8 ℃, среднемесячная температура января －3,5℃, среднемесячная температура августа (это самый тёплый месяц на Корейском полуострове) 25,9℃. Среднегодовое количество осадков 1012 мм.

## Административное деление
Йондон административно делится на 1 ып и 10 мён:
| Название      | Хангыль  | Площадь, км² | Население, чел | Внутреннее деление |
| ------------- | -------- | ------------ | -------------- | ------------------ |
| Ёндонып       | 영동읍   | 100,2        | 21 008         | 16 ри              |
| Ёнсанмён      | 용산면   | 66,9         | 3 938          | 19 ри              |
| Ёнхвамён      | 용화면   | 59,3         | 986            | 7 ри               |
| Мэгокмён      | 매곡면   | 45,2         | 2 159          | 8 ри               |
| Санчхонмён    | 상촌면   | 137,6        | 2 557          | 11 ри              |
| Симчхонмён    | 심천면   | 77,8         | 3 740          | 14 ри              |
| Хаксанмён     | 학산면   | 73,5         | 3 304          | 10 ри              |
| Хванганмён    | 황간면   | 90,2         | 4 996          | 14 ри              |
| Чхупхуннёнмён | 추풍령면 | 55,2         | 2 700          | 9 ри               |
| Янганмён      | 양강면   | 82           | 3 634          | 14 ри              |
| Янсанмён      | 양산면   | 57,1         | 2 204          | 9 ри               |

## Культура
Ёндон знаменит своими музыкальными традициями. Здесь в эпоху ранней династии Чосон жил и творил основоположник традиционной корейской музыкальной школы, Пак Ён. Ввиду этого властями уезда был утверждён официальный слоган «Ёндон — родина корейской традиционной музыки». С именем Пак Ёна связано учреждение в Йондоне музея традиционной корейской музыки, концертный зал традиционной музыки и корейский народный оркестр.

## Туризм и достопримечательности
- Горы и живописные долины в районе реки Кымган. В конце XX века горы Ёндона были обустроены инфраструктурой для занятия горным туризмом, альпинизмом и зимними видами спорта.
- Буддийский храм Ёнгыкса. Первые постройки относятся к периоду Силла. На территории храма находятся предметы, входящие в список Исторического наследия Кореи.[4]
- Буддийский храм Паняса. Трёхъярусная каменная пагода на территории храмового комплекса входит в список культурного наследия Кореи под номером 1371.[5]

## Города-побратимы
Йондон имеет ряд городов-побратимов как внутри страны, так и за рубежом:
Внутри страны
- Округ Содэмунгу (город Сеул) — с 2003 года
- Округ Ёнсангу (город Сеул) — с 2003 года
- Округ Каннамгу (город Сеул) — с 2008 года
- Осан (провинция Кёнгидо) — с 2000 года

За рубежом
- Фанчэнган (Гуанси-Чжуанский автономный район), Китай — с 2007 года

## Символы
Как и остальные города и уезды Южной Кореи, Йондон имеет ряд символов:
- Птица: голубь — является символом мира.
- Цветок: азалия — символизирует объединение и гармонию.
- Дерево: хурма — является символом богатства и процветания.
- Маскот: мальчик-музыкант Урисори (в переводе «наша песня») — символизирует традиционную корейскую песню.